# Фролов Олександр Олександрович
Олександр Олександрович Фролов (рос. Александр Александрович Фролов; 19 червня 1982, м. Москва, СРСР) — російський хокеїст, лівий нападник. Виступав за ЦСКА (Москва) (Континентальна хокейна ліга), у 2014 році закінчив кар'єру гравця через травму коліна.
Вихованець хокейної школи «Спартак» (Москва). Виступав за «Спартак» (Москва), «Крила Рад» (Москва), «Лос-Анджелес Кінгс», «Авангард» (Омськ), «Динамо» (Москва), «Нью-Йорк Рейнджерс».
В чемпіонатах НХЛ — 579 матчів (175+222), у турнірах Кубка Стенлі — 6 матчів (1+3).
У складі національної збірної Росії учасник зимових Олімпійських ігор 2006 (3 матчі, 0+1), учасник чемпіонатів світу 2003, 2007, 2009 і 2010 (31 матч, 11+10). У складі молодіжної збірної Росії учасник чемпіонату світу 2002. У складі юніорської збірної Росії учасник чемпіонату світу 2000.
Досягнення
- Чемпіон світу (2009), срібний призер (2010), бронзовий призер (2007)
- Чемпіон Росії (2005), срібний призер (2012).